# A.F. Lamm
Aron Frederik Lamm (3. maj 1856 i København – 7. april 1928 sammesteds) var en dansk vekselerer og kommunalpolitiker.

## Erhvervskarriere
Han var søn af vekselerer David Lamm (1817-1880) og Betty Geber (1822-1907) og blev jødisk opdraget. Lamm fik sin uddannelse i faderens firma, M.H. Cohen & Lamm, der var grundlagt 1854. 1880 indtrådte han i firmaet og blev dets eneindehaver 1903. Lamm fik en høj status blandt sine kolleger, og han blev medlem af Kursnoteringsudvalget, dettes næstformand indtil 1920, og derefter næstformand i fondsbørsmedlemmernes repræsentantskab og medlem af Københavns Fondsbørs efter den ved lov af 4. oktober 1919 vedtagne ordning. Han havde desuden sæde i Grosserer-Societetets komité 1914–19, var medlem af Sø- og Handelsretten 1907–09 og af Overskatterådet 1903–09.
Lamm var også optaget af filantropi, og han blev 1880 medlem af Københavns Understøttelsesforening, hvor han var medlem af hovedbestyrelsen 1906–15 og formand for dens kommunale afdeling (den københavnske hjælpekasse) 1915–21. Endvidere var han formand for Komiteen til formindskelse af børnedødeligheden og af Revisionsbankens bankråd (1914–18), medlem af Børnehjælpsdagens hovedkomité, Centralkomiteen af 1914, bestyrelsen for Dansk Sparemærkekasse, Den personlige Friheds Værn, Kvindevalgretsforeningen og Poliklinikken for Ubemidlede på Frederiksberg.

## Politisk karriere
Lamm støttede Socialdemokratiet og sad i Københavns Borgerrepræsentation 1898–1904 og 1909-13 for dette parti. Han var dens formand 1909-10 og 1912-13, 1. viceformand 1910-12. Lamm måtte fratræde som formand 1910 på grund af et brud mellem den socialdemokratiske og den radikale gruppe, idet de radikale havde afvist at støtte Socialdemokratiets borgmesterkandidat Christian S. Christiansen, men var gået sammen med den konservative gruppe om at vælge Carl Lehmann.
Han var ikke dekoreret og må have afslået af modtage Dannebrogordenen.
Lamm blev gift 15. maj 1896 på Frederiksberg med Anne Marie Pedersen (8. juli 1860 i Herlev - 19. april 1931 i København), datter af husmand, senere mælkeforpagter Lars Pedersen og Maren Sophie Simonsen.
Lamm er begravet på Frederiksberg Ældre Kirkegård.

## Gengivelser
- Xylografi 1898
- Malet skitse af Otto Bache (1911, Det Nationalhistoriske Museum på Frederiksborg Slot) til maleri 1912 (Københavns Rådhus)
- Afbildet på Marie Luplaus maleri Fra kvindevalgretskampens første tid (Folketinget)
- Fotografier